# 星際艦隊學院
星際艦隊學院（Starfleet Academy）簡稱星艦學院，是星际旅行虛擬宇宙中星際聯邦轄下的軍事學院機構，培養未來星際艦隊的軍官人才，許多知名的星艦人物皆畢業於此一軍校，例如詹姆士·寇克、尚路克·畢凱、百科、武夫。
學院設立於2161年，即星際聯邦成立年份，學院銘辭為"Ex astris, scientia"，即「源於眾星，智識」，這是改寫自阿波羅13號銘辭"Ex luna scientia"（即「源於明月，智識」）。而實際上，阿波羅13號的銘辭又是改寫自美國海軍學院的銘辭"Ex scientia tridens"（意義為「源於智識，制海權」）。
學院校本部設於地球加州舊金山的星際艦隊總部，此外也有其他校區，例如湯姆·派里斯上尉則是就讀於馬賽校區。

## 相關劇情
在星艦前傳影集中，星艦學院尚不存在；該時期的星際艦隊軍官受訓於分布於地球各地的各類軍事學院。
銀河飛龍劇集"Coming of Age"以衛斯里·克拉舍第一次嘗試就讀星艦學院為故事主軸，其中包括了學院入學考試的細節。
若非聯邦公民想要參加星際艦隊入學考，需要有星際艦隊中領導階級的軍官的推荐信。在《銀河前哨》劇集“Heart of Stone”中，本杰明·西斯科就曾為諾格寫了推薦信。此後在星艦學院漫畫書系列中也以諾格為主角敘述了他在學院的生活。
學院的校工是一名叫布斯比（Boothby）的男子（由Ray Walston飾演），其第一次出現在銀河飛龍劇集"The First Duty"中；布斯比曾給學院學生提供了許多建議，也因此影響了這些學生後來的職業生涯，這些受其影響的學生包括了尚路克·畢凱與凱薩琳·珍葳，這兩者後來皆成為艦長。
此外，也曾有提案拍攝以星艦學院為主題的電視影集，但並未真正進入製作階段。而電影第六集（邁向未來）的早期劇本草稿中，也曾安排了寇克艦長回憶在學院的時光。

## 拍攝場景

星艦學院的校本部，時間約2370年

學院的設定雖然是位於舊金山，但是實際的拍攝地點是位於美國加州洛杉磯近郊凡尼斯的日式庭園水芳園，並在後製將金門大橋的影像作為背景。

## 相關遊戲
1995年Interplay公司與High Voltage軟體公司曾共同開發關於星際艦隊學院的電腦遊戲－Star Trek: Starfleet Academy。

## 外部連結
- Starfleet Academy在阿尔法记忆網站中的相關摘錄